# Omphalophana
Omphalophana is een geslacht van vlinders van de familie Uilen (Noctuidae), uit de onderfamilie Cuculliinae.

## Soorten
- O. adamantina Blachier, 1905
- O. anatolica (Lederer, 1857)
- O. antirrhinii (Hübner, 1803)
- O. durnalayana Osthelder, 1933
- O. galenoides Köhler, 1952
- O. pauli Staudinger, 1891
- O. serrata (Treitschke, 1835)
- O. serratula Staudinger, 1888